# Alphitonia
Alphitonia es un género de árboles de la familia Rhamnaceae. Se encuentra en el Sudeste de Asia, Australia, Polinesia y Australia.

## Taxonomía
Alphitonia fue descrito por Reissek ex Endl. y publicado en Genera Plantarum 1098, en el año 1840. La especie tipo es: Alphitonia excelsa (Fenzl) Reissek ex Benth.  

## Especies
- Alphitonia carolinensis
- Alphitonia erubescens Baillon
- Alphitonia excelsa (Fenzl) Reissek ex Benth.
- Alphitonia ferruginea
- Alphitonia franguloides
- Alphitonia incana
- Alphitonia macrocarpa
- Alphitonia marquesensis F.Brown
- Alphitonia moluccana
- Alphitonia neo-caledonica
- Alphitonia obtusifolia
- Alphitonia petriei  – Pink ash, white ash (Australia)
- Alphitonia ponderosa Hillebr.
- Alphitonia philippinensis
- Alphitonia rubiginota
- Alphitonia whitei   (Australia)
- Alphitonia zizyphoides (Solander) A.Gray[3]